# ジョージ・バス (探検家)

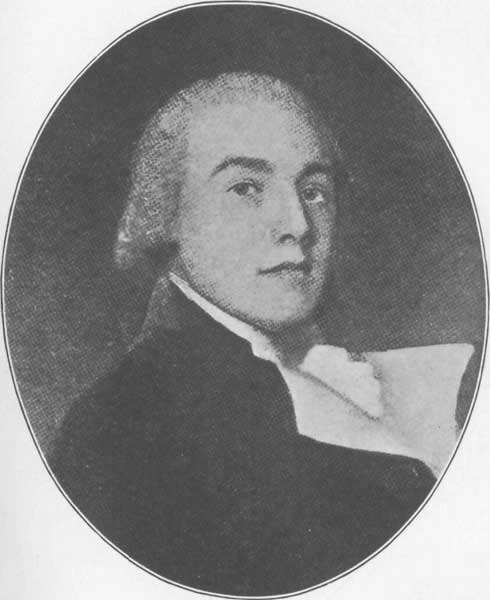
Engraving of Bass from The Naval Pioneers of Australia by Louis Becke and Walter Jeffery, 1899

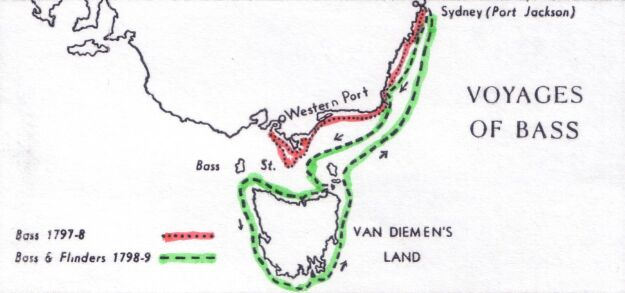
ヴァン・ディーメンズ・ラント、大陸南東沿岸部の探検航路

ジョージ・バス（George Bass、1771年1月30日 - 1803年2月5日以降）は、イギリス海軍の軍医であり、オーストラリアを探った探検家でもある。

## 略歴
- 1771年1月30日、アスービー（Aswarby, リンカンシャ）で、農家ジョージ・バスと、サラ－・ニューマンの息子として誕生[1][2]
- 1789年、医学資格を修得
- 1794年、王立海軍に外科医として参加
- 1795年2月、マシュー・フリンダースも同行するリライアンス号（HMS Reliance）でシドニーに到着。フリンダーズ、ウィリアム・マーティンと共にボタニー湾、ジョージズ川を調査
- 1796年、ポート・ハッキング（Port Hacking）を調査
- 1797年、オーストラリア大陸最南東に位置する、ケープ・ハウ（Cape Howe）に到達、後に海岸線を現在のメルボルンまで移動
- 1798年、ヴァン・ディーメンズ・ラント（現在のタスマニア島）周回、後に総督ジョン・ハンターに大陸とヴァン・ディーメンズ・ラント間の海峡を、「バス海峡」と名付けることを推挙
- 1800年10月8日[3]、リライアンス号の船長ヘンリー・ウォーターハウス（Henry Waterhouse）の姉妹、エリザベス・ウォーターハウスと、ウェストミンスターで結婚 [4]
- 1801年、航海中の記録に「バス海峡」の名を使用
- 1803年2月5日、ヴィーナス号（Venus）でタヒチ来訪を目的に出航、消息不明となる

## 参照
1. ↑  Bishop's transcripts for Aswardby, 1561-1830  Church of England. Parish Church of Aswardby (Lincolnshire)
2. ↑  Estensen, Miriam. “The Life of George Bass: Surgeon and Sailor of the Enlightenment,” page 1. Published by Allen & Unwin, 2005. ISBN 1741141303.
3. ↑  Estensen (2005:133).
4. ↑  Ancestry.com. Pallot's Marriage Index for England: 1780 - 1837 [database on-line]. Provo, UT, USA: The Generations Network, Inc., 2001. Original data: The original paper slip index, from which this database was created, is owned by The Institute of Heraldic and Genealogical Studies, Canterbury, England.

- Miriam Estensen, The Life of George Bass, Allen and Unwin, 2005, ISBN 1-74114-130-3
- Keith Macrae Bowden: George Bass 1771–1803: His Discoveries, Romantic Life and Tragic Disappearance. – London, Melbourne: Oxford University Press, 1952
- A Voyage to Terra Australis by Matthew Flinders - プロジェクト・グーテンベルク
- Ernest Scott. The Life of Captain Matthew Flinders - プロジェクト・グーテンベルク